# Tămașda, Bihor
Tămașda (maghiară Tamáshida) este un sat în comuna Avram Iancu din județul Bihor, Crișana, România.
județul Bihor, România. Satul Tămașda se află partea de sud-vest a județului Bihor,  în Câmpia Crișurilor, pe malul drept al Crișului Negru.

## Monumente

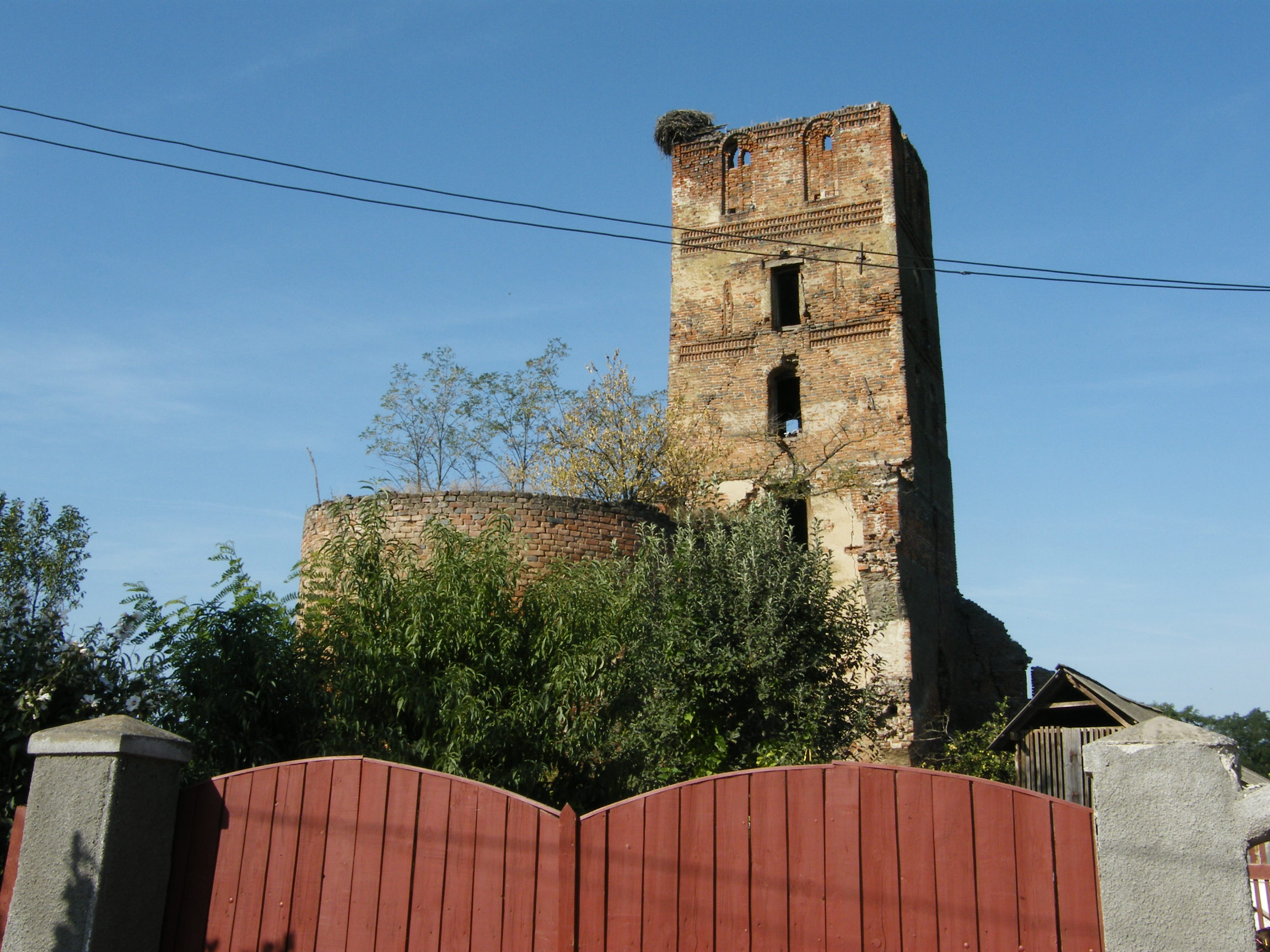
Ruinele bisericii romano-catolice

Ruinele bisericii romano-catolice, lăcaș construit în stil romanic (sec. XII) cu adăugiri gotice (sec. XIII-XIV). Monumentul se află într-o stare accentuată de degradare, fiind transformat în coteț de păsări.

## Note

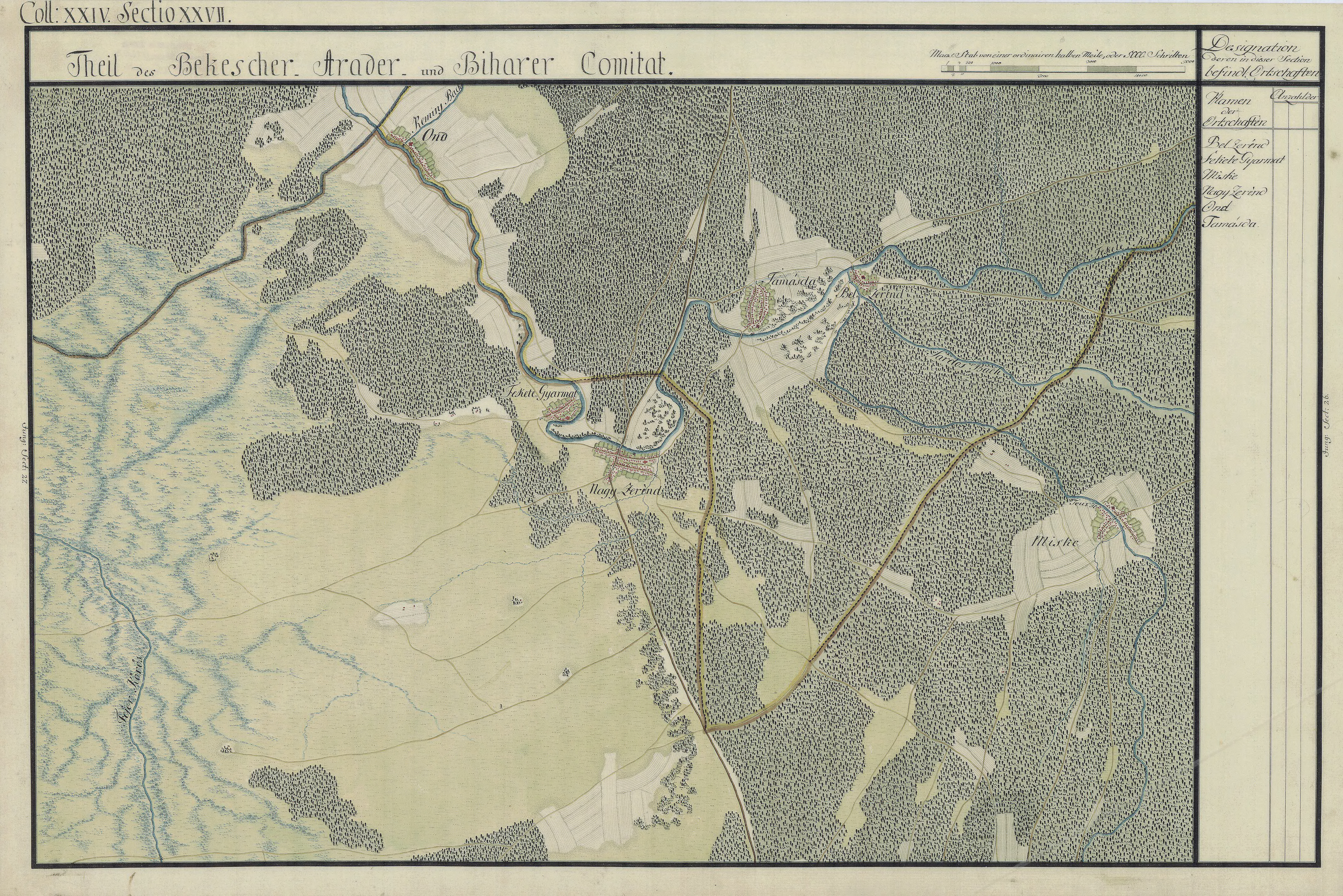
Tămașda în Harta Iozefină a Comitatului Arad, 1782-85